# Relations entre le Gabon et l'Union européenne
Les relations entre le Gabon et l’Union européenne reposent sur un dialogue politique, des relations commerciales, et l'aide au développement.
Un accord de pêche est en vigueur entre l'Union et le Gabon et deux accords de partenariat sont en négociation.

## Sources

## Compléments